# Лёвушкина, Елена Сергеевна
Елена Сергеевна Лёвушкина (род. 27 февраля 1984, Ташкент) — немецкая шахматистка родом из Узбекистана, член женской сборной Германии на Шахматной олимпиаде 2010 года и Шахматной олимпиаде 2012 года. Постоянно проживает в Мюнхене, является докторантом в Мюнхенском университете на кафедре компьютерной лингвистики.

## Достижения
На чемпионате мира в категории U14 среди девочек в Испании в 1998 году Елена заняла 5 место. На чемпионате мира 2000 года в категории U16 заняла 7 место. В том же году заняла 5 место в категории U20 на чемпионате Азии среди девочек в Бомбее. В 2001 году она стала международным женским мастером и заняла 9 место на чемпионате Азии среди женщин.
В 2006 году Елена выиграла чемпионат Баварии среди мужчин в возрастной категории до 25 лет. В 2007 году Елена стала гроссмейстером среди женщин.
В 2010 и 2012 годах выступала за сборную Германии на шахматных Олимпиадах в Ханты-Мансийске и Стамбуле. В 2011 году приняла участие в командном чемпионате Европы по шахматам, где заняла 8 место.